# Zuzana Stivínová (Schauspielerin, 1973)

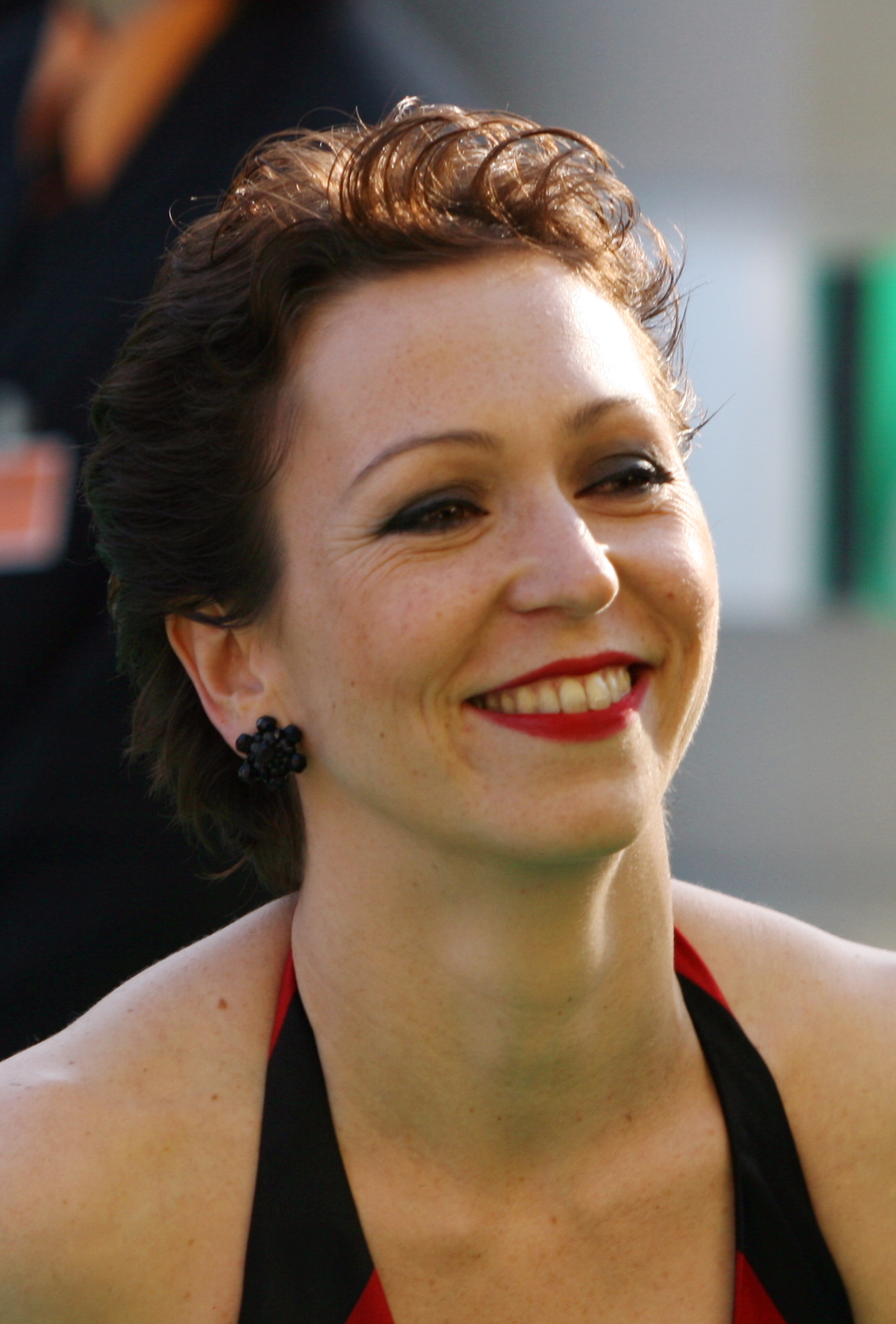
Zuzana Stivínová (2008)

Zuzana Stivínová (* 24. Juli 1973 in Prag) ist eine tschechische Schauspielerin.

## Leben
Zuzana Stivínová ist die Tochter des Musikers Jiří Stivín. Ihre Tante ist die gleichnamige Schauspielerin Zuzana Stivínová. Ihre Großmutter war die Schauspielerin Eva Svobodová. Seitdem sie ihr Schauspielstudium 1993 am Prager Konservatorium absolvierte, war sie an unterschiedlichen Theatern, darunter dem Semafor, Divadlo Na zábradlí und dem Národní divadlo, beschäftigt.
Mit dem von Vera Plívová-Šimková inszenierten Drama Die Hängematte debütierte  sie 1990 während der Samtenen Revolution auf der Kinoleinwand. Seitdem war sie in über 60 Film- und Fernsehproduktionen zu sehen. Einige dieser Filme und Serien, wie Wasteland – Verlorenes Land, Maria Theresia und Mord im Böhmerwald, wurden auch für das deutschsprachige Publikum übersetzt. Für ihre Darstellungen in Die Hängematte und Nevěrné hry wurde sie jeweils als Beste Hauptdarstellerin und für Anděl Exit als Beste Nebendarstellerin für den tschechischen Filmpreis Český lev nominiert.
Stivínová ist mit dem Molekularbiologen Lukáš Čermák verheiratet. Das Paar hat zwei gemeinsame Söhne.

## Filmografie
- 1990: Die Hängematte (Houpačka)
- 1996: In Stille gefangen (Hidden In Silence)
- 1998: Große Fallen, kleine Fallen (Pasti, pasti, pastičky)
- 2000: Anděl Exit
- 2003: Nevěrné hry
- 2016: Underworld: Blood Wars
- 2016: Wasteland – Verlorenes Land (Pustina, Fernsehserie, acht Folgen)
- 2017–2019: Maria Theresia (Miniserie)
- 2018: Mord im Böhmerwald (Lynč, Fernsehserie, acht Folgen)
- 2019: Die Schläfer (Bez vědomí, Fernsehserie, eine Folge)